# Torreciega
Torreciega es un barrio de la diputación de El Hondón, dentro del término municipal de Cartagena (Región de Murcia), España. 

## Geografía

### Ubicación
Situado al nordeste del centro urbano. Próximo al barrio se encuentra el polígono industrial de Cabezo Beaza.

### Población
Según el padrón municipal de 2012, Torreciega tiene una población de 562 habitantes.

### Problemas medioambientales
A unos 80 metros del barrio se encuentran restos de las balsas sin sellar de ácido que la empresa metalúrgica Española del Zinc (Zinsa) dejó tras su cierre y donde se respira el polvo que contiene plomo, cadmio y arsénicoy que afecta a la salud de los vecinos.Esta situación ha provocado protestas de sus pobladores que exigen su descontaminación.Los riesgos de la radiactividad frenan la limpieza de suelos en Torreciega.

## Historia
El barrio está situado sobre una necrópolis romana, albergando, entre otros, los restos de la Torre Ciega, que da nombre al lugar. Esta torre es el monumento sepulcral de Tito Didio, que fue procónsul de la Hispania Citerior en el año 94 a. C. La necrópolis de Torre Ciega se encontraba sobre la calzada romana que desde Carthago Nova se dirigía hacia Tarraco por la costa.
En las fiestas de Carthagineses y Romanos el ejército romano rinde culto a Tito Didio, que fue quien le concedió el derecho de ciudadanía.

## Transporte y comunicaciones

### En autobús
Las siguientes líneas urbanas de ALSA (TUCARSA) prestan servicio a la localidad:
Para ver la página de cada línea, haga clic en su identificador.
| Línea | Recorrido                                         |
| ----- | ------------------------------------------------- |
| 4     | Espacio Mediterráneo - Canteras / Galifa          |
| 24    | Cartagena (Paseo de Alfonso XIII) - Pozo Estrecho |